# Ihnatij Danylowytsch

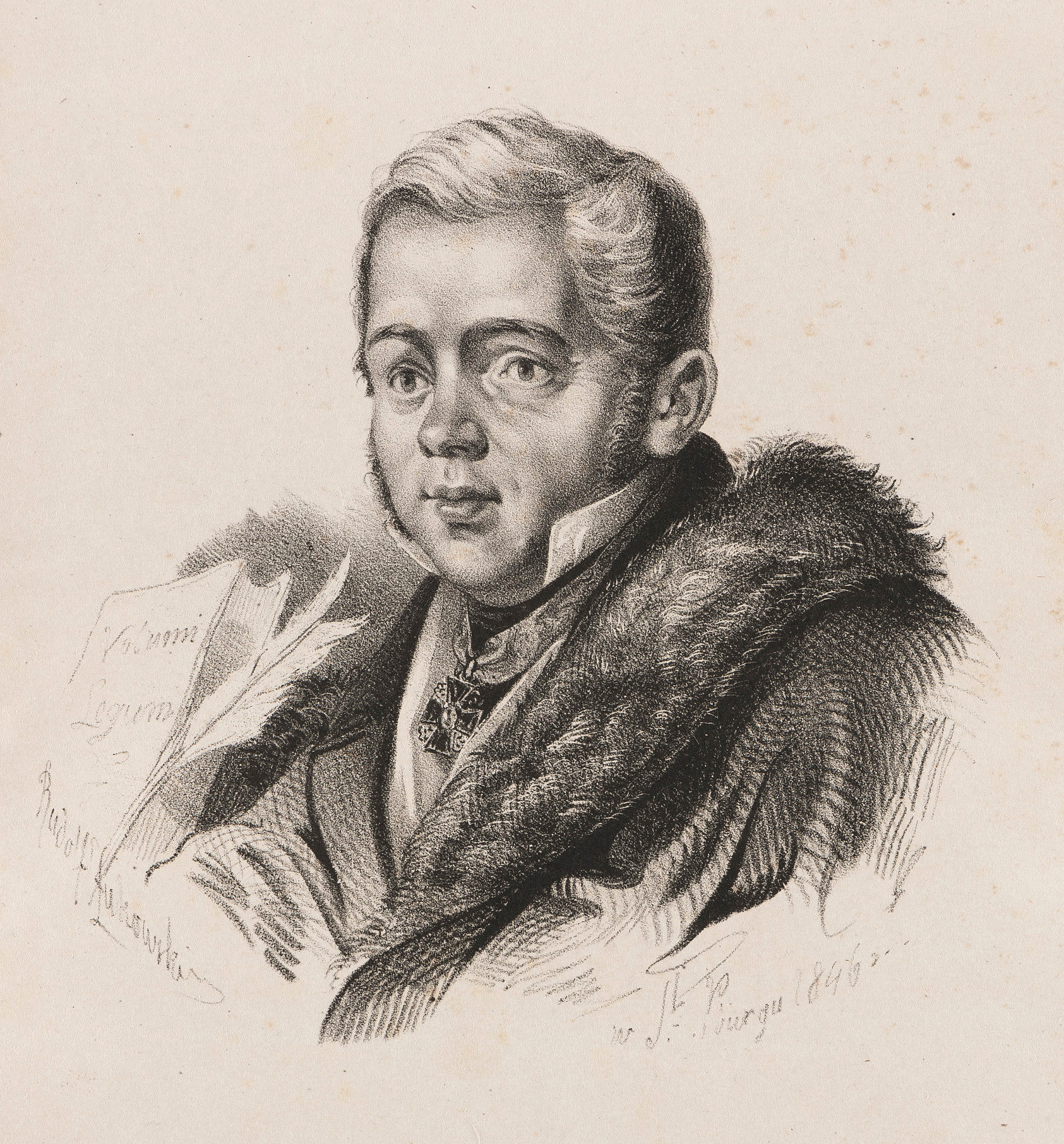
Ihnatij Danylowytsch, Gemälde von Rudolf Żukowski 1846

Ihnatij Mykolajowytsch Danylowytsch (polnisch Ignacy Daniłowicz; * 30. Julijul. / 10. August 1787greg. in Hryniewicze, Podlachien, Polen-Litauen; † 30. Junijul. / 12. Juli 1843greg. in Bad Gräfenberg, Österreichisch-Schlesien, Kaisertum Österreich) war ein ukrainischer und polnischer Rechtshistoriker.

## Leben
Ihnatij Danylowytsch war Sohn eines unierten ukrainischen Geistlichen. Er ging in
Białystok auf das Gymnasium und studierte bis 1812 Rechtswissenschaft an der Universität Vilnius, wo er auch von 1814 bis 1824 lehrte. Zwischen 1812 und 1814 war er als Sekretär des Gouverneurs der Region Bialystok tätig.
1825 wurde er Professor an der Universität von Charkow, wo er bis 1830 blieb. Danach ging er an die St.-Wladimir-Universität in Kiew, an der er zwischen 1835 und 1839 Dekan der Rechtswissenschaftlichen Fakultät war.
1839 schickte man ihn, nachdem die Kiewer Universität aufgrund von Unruhen vorübergehend geschlossen wurde, an die Universität Moskau. 1842 kehrte er nach Kiew zurück, erlitt dort einen Nervenzusammenbruch und schied aus dem Dienst aus. Er begab sich zur Behandlung nach Mähren, wo er 55-jährig in Bad Gräfenberg, dem heute tschechischen Jeseník, starb.